# ジブラルタル港
ジブラルタル港（ジブラルタルこう、英: Gibraltar Harbour, Port of Gibraltar）は、イギリスの海外領土であるジブラルタルの港。2011年の入港船数は10,350隻。ここはナポレオン戦争中は戦略的な要地となり、1869年以降はスエズ運河を経由して英領インドと行き来する船舶の補給地となった。